# Jaskinia Psia (Tatry)

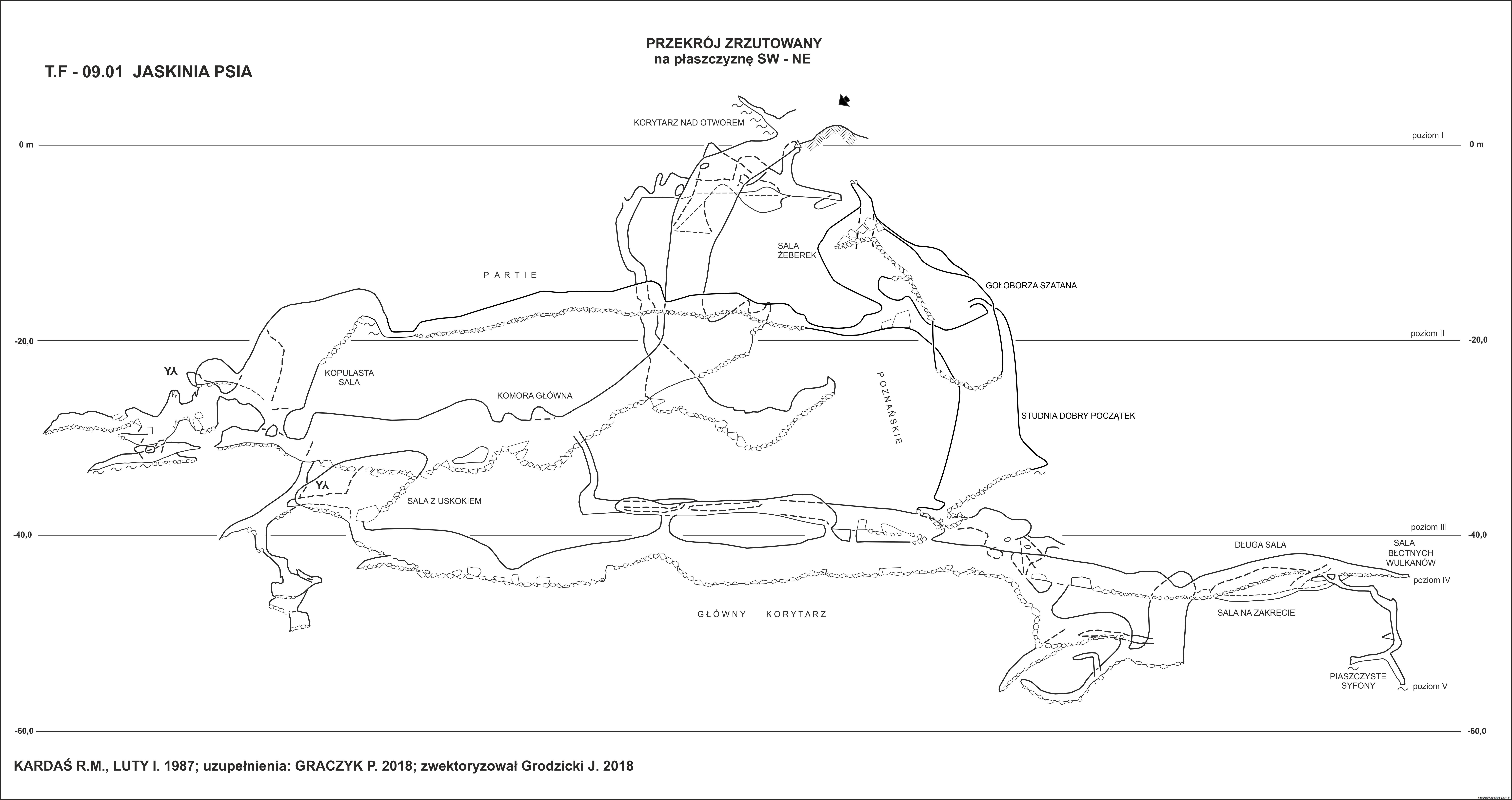
Przekrój jaskini

Jaskinia Psia – największa jaskinia w stokach Gubalca opadających do wąwozu Kraków w Dolinie Kościeliskiej w Tatrach Zachodnich. Wejście do niej jest położone na wysokości 1410 metrów n.p.m., 180 m ponad dnem wąwozu. Długość korytarzy wynosi 1076 metrów, deniwelacja 62 metry.

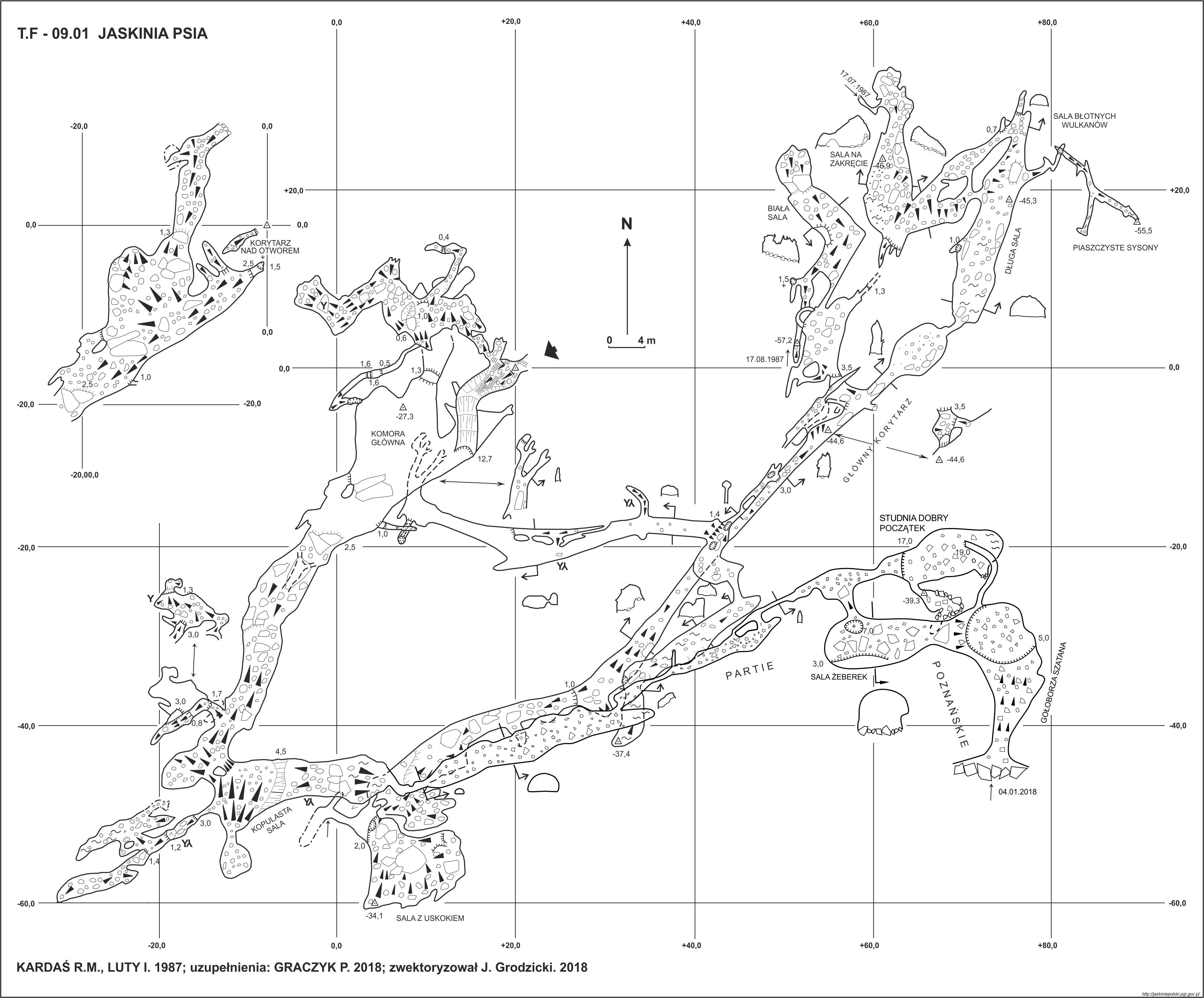
Plan jaskini

## Opis jaskini
Jaskinia ma układ piętrowy. Z dużego otworu jaskini prowadzi pochylnia przechodząca w próg o łącznej wysokości 20 metrów i kończąca się salą nazwaną Główną Komorą. Tuż za otworem wejściowym odchodzi korytarzyk prowadzący do najwyższego punktu jaskini, a w bok od pochylni idzie ciąg I Piętra doprowadzający do 21-metrowego komina kończącego się w Głównej Komorze.
Główna Komora to II Piętro jaskini. Odchodzi z niej parę korytarzy. Główny ciąg prowadzi na lewo do Kopulastej Sali. Po drodze mija się dwa boczne ciągi. Pierwszy prowadzi do III, IV i V Piętra jaskini, drugi do salki z ładnymi naciekami. W Kopulastej Sali znajduje się jeszcze jedno wejście do bocznego ciągu. Prowadzi ono do dwóch salek kończących się ślepo.
Przed wejściem do Kopulastej Sali znajduje się próg, za którym rozpoczyna się korytarz prowadzący do Partii Poznańskich. Znajduje się tu m.in. Sala Żeberek (6 × 14 metrów) i Studnia Dobry Początek (17 m głębokości).
Z Głównej Komory po wejściu do stromo opadającego korytarzyka dochodzi się do niższych pięter jaskini. Korytarzyk kończy się salką rozpoczynającą III Piętro. Odchodzą stąd boczne korytarzyki. Jeden z nich prowadzi do szczeliny, przez którą można dostać się do Korytarza Głównego stanowiącego IV Piętro jaskini. Idąc nim na prawo, dochodzi się do Sali z Uskokiem. Na lewo natomiast korytarz doprowadza do Długiej Sali przechodzącej w Salę Błotnych Wulkanów.
Po drodze odchodzi w dół korytarz do Białej Sali w ciągu V Piętra (znajduje się tu najniższy punkt jaskini). Od Długiej Sali idzie boczny ciąg doprowadzający do Piaszczystych Syfonów, natomiast z Sali Błotnych Wulkanów prowadzi korytarz do Sali na Zakręcie.

## Przyroda
W jaskini występują bardzo obfite i różnorodne nacieki. Są stalaktyty, stalagmity, stalagnaty, polewy, nacieki grzybkowe i z mleka wapiennego. Stalaktyty występują w dużej ilości na III i IV poziomie. W galerii uchodzącej w ścianie Sali z Uskokiem znajduje się kilkaset sztuk stalagnatów i stalagmitów. W korytarzach II, III i IV piętra występują w dużych ilościach grube polewy naciekowe.
Jaskinię zamieszkują nietoperze.

## Historia odkryć
Jaskinia została odkryta przez wrocławskich grotołazów Romana Bebaka, Janusza Fereńskiego i Jana Rabka w lipcu 1961 r. na podstawie wskazówek górali. Zwiedzili oni wówczas ok. 200 m korytarzy. Dalsze odkrycia miały miejsce w 1968 roku (m.in. grotołazi z Jugosławii, ok. 260 m korytarzy) i 1972 roku (Andrzej Ciszewski i Andrzej Górny, 350 m).
W 2016 i 2017 roku odkryto i zbadano Partie Poznańskie.